# Jawad
Jawad (àrab: جواد, Jawād) és un nom masculí àrab que literalment significa ‘generós', ‘munífic’, ‘esplèndid'. Si bé Jawad és la transcripció normativa en català del nom en àrab clàssic, també se'l pot trobar transcrit Djawad, Djaouad... normalment per influència de la pronunciació dialectal o seguint altres criteris de transliteració. Com a nom comú entre musulmans, el duen musulmans no arabòfons que l'han adaptat a les característiques fòniques i gràfiques de la seva llengua: àzeri: Cavad.
Vegeu també Abd-al-Jawad.